# St.-Pauls-Kathedrale (Kolkata)

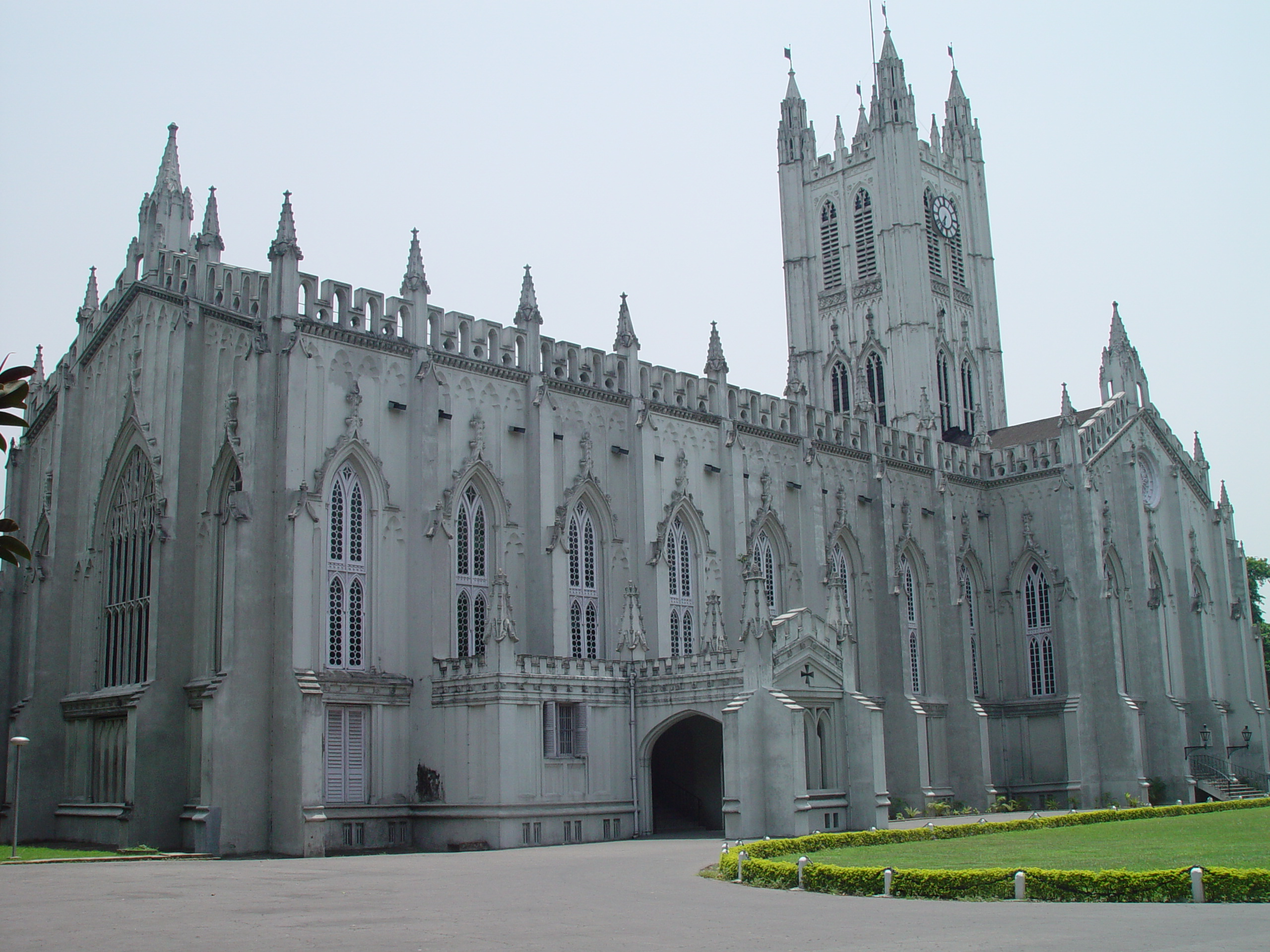
St.-Pauls-Kathedrale in Kalkutta

Die St.-Pauls-Kathedrale (englisch St. Paul’s Cathedral) ist eine anglikanische Kirche der Church of North India in Kolkata.
Die Grundsteinlegung erfolgte 1839. Fertiggestellt wurde die St. Paul’s Cathedral im Jahre 1847. Architekten der Kathedrale waren William Nairn Forbes und C.K. Robinson. Das Gebäude wurde im neugotischen Stil errichtet.
Das Eisenträgerdach mit den Maßen 75 mal 24 Meter war damals das weltweit längste seiner Art. Für eine bessere Belüftung erstrecken sich die Spitzbogenfenster bis auf Fußleistenniveau und an den Decken hängen große Ventilatoren.
Unter vielen gut erhaltenen Erinnerungsstücken und Gedenktafeln an verstorbene Repräsentanten des Empire ragt das Buntglasfenster heraus, das Sir Edward Burne-Jones (1833–1898) im Jahre 1880 zu Ehren des britischen Generalgouverneurs Lord Mayo (1822–1872) entwarf. Die ursprüngliche Kirchturmspitze wurde 1897 durch ein Erdbeben zerstört, nach einem weiteren Erdbeben im Jahre 1934 wurde sie dem Bell Harry Tower der Kathedrale von Canterbury nachgestaltet.

## Grabstellen in der Cathedral
- Arthur William Garnett, britischer Ingenieur
- Thomas Fanshawe Middleton, erster anglikanischer Bischof von Kolkata (1814–1822)

## Galerie

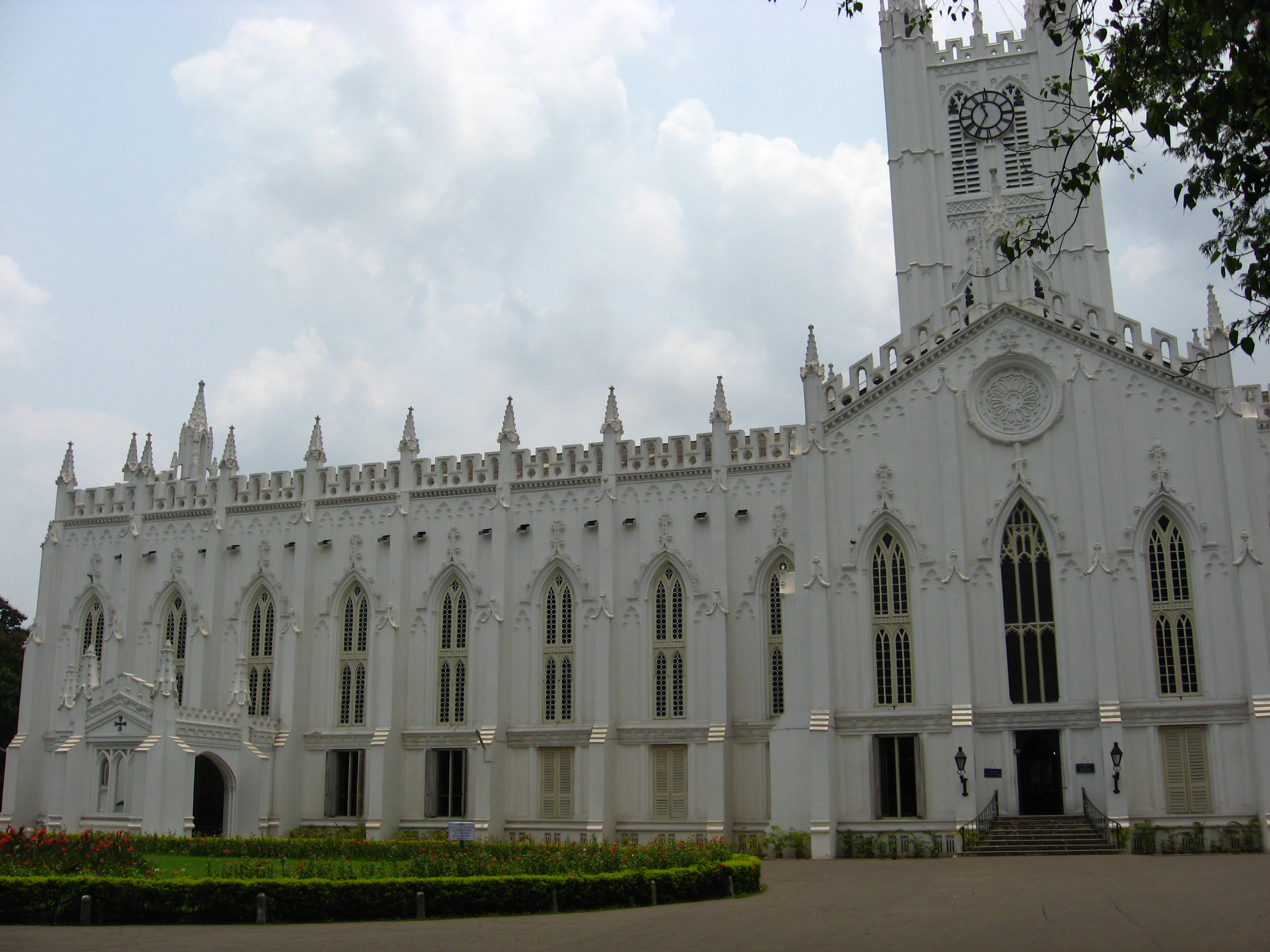
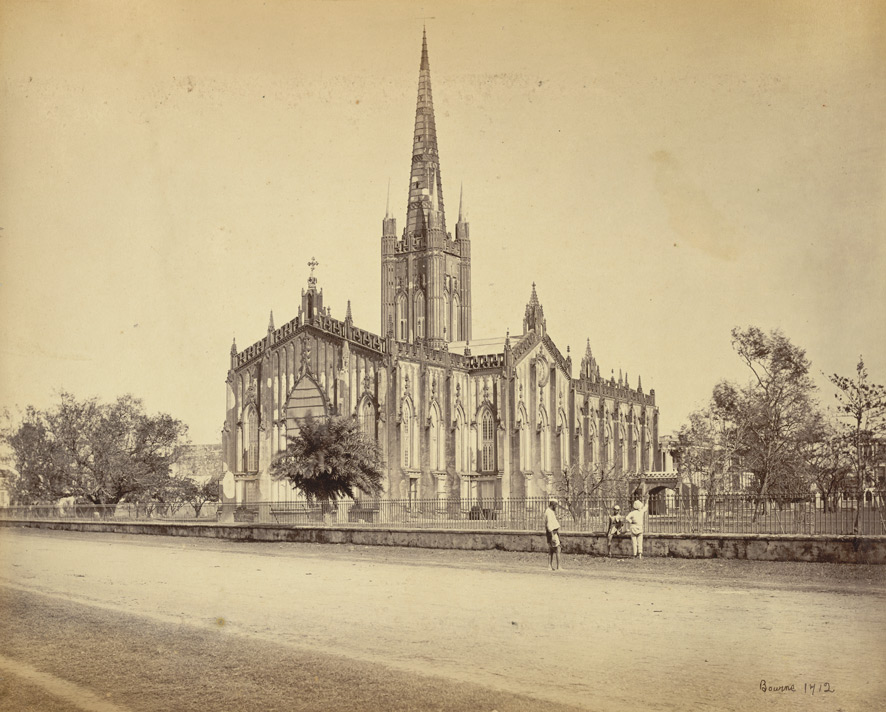
St.-Pauls-Kathedrale im Jahr 1865
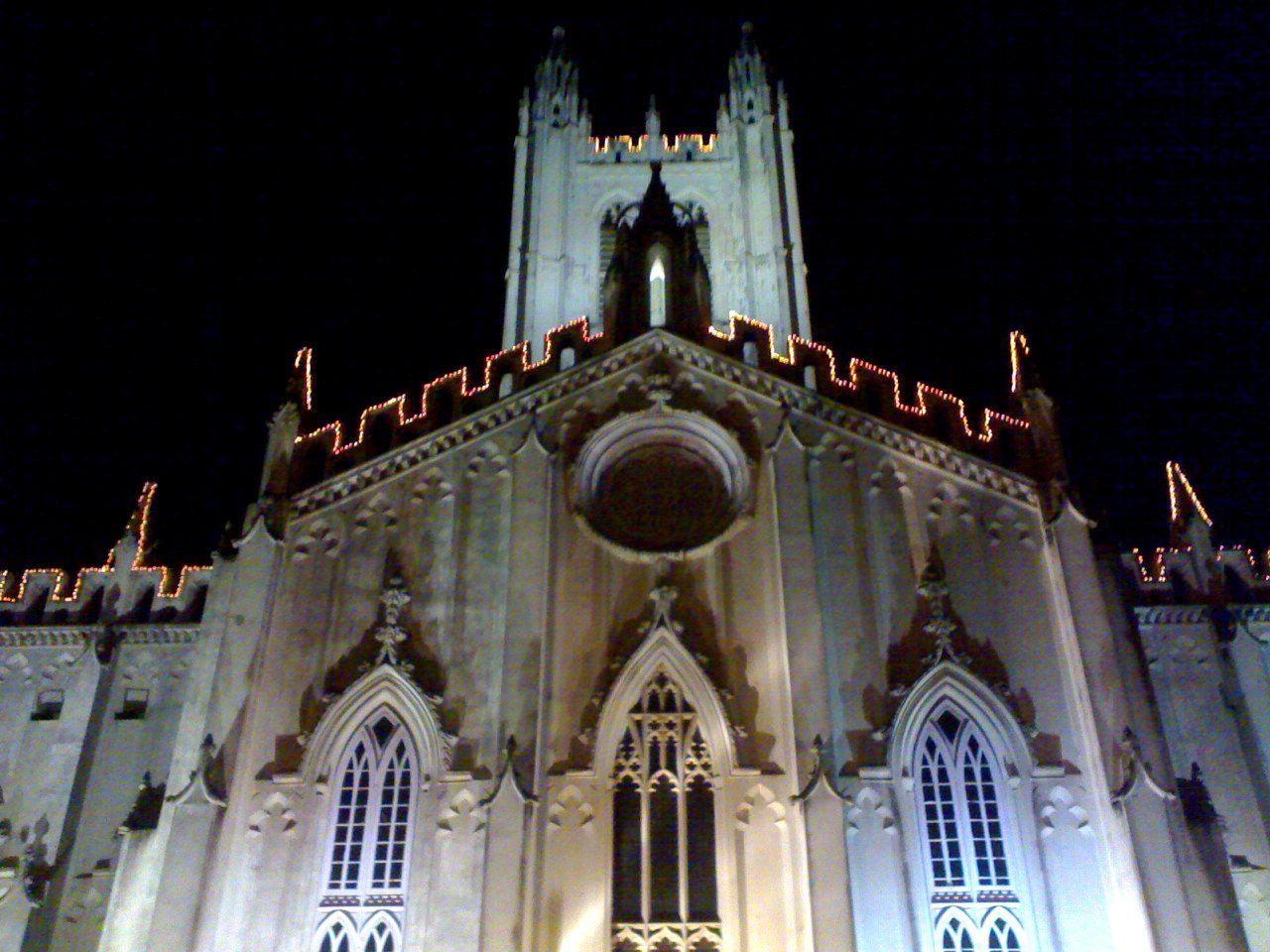